# 노먼 브룩스
노먼 브룩스(Norman Brooks, 1928년 8월 19일 ~ 2006년 9월 14일)는 캐나다의 배우, 가수이다.
퀘벡주에서 태어났으며 퀘벡주에서 사망하였다. 사인은 폐기종이다.

## 영화
- 더 블락 (1964년)
- 오션스 일레븐 (1960년) - 본인 역
- 베스트 씽스 인 라이프 알 프리 (1956년)
- 공격 (1956년)
- 미트 대니 윌슨 (1952년)